# Chonemorpha parviflora
Chonemorpha parviflora är en oleanderväxtart som beskrevs av Ying Tsiang och P.T. Li. Chonemorpha parviflora ingår i släktet Chonemorpha och familjen oleanderväxter. Inga underarter finns listade i Catalogue of Life.